# Bromierz (województwo mazowieckie)
Bromierz – wieś sołecka w Polsce położona w województwie mazowieckim, w powiecie płockim, w gminie Staroźreby. Nazwa wsi pochodzi od imienia Bromir.
W latach 1975–1998 miejscowość administracyjnie należała do województwa płockiego.